# Padel aux Jeux européens de 2023
Le padel aux Jeux européens de 2023 a lieu sur la place du marché principal de Tarnów, près de Cracovie, du 21 au 25 juin 2023. C'est la première apparition de ce sport aux jeux européens.
Les comités nationaux qualifiés pour la phase finale des Championnats du monde de padel qualifient deux paires dans le sexe respectif tandis que les comités nationaux qui ont participé à la qualification européenne pour ces championnats qualifient une seule paire dans le sexe respectif.
Les comités nationaux qui se sont qualifiés pour la phase finale des championnats du monde qualifient deux paires pour les compétitions doubles mixtes. Seuls les athlètes inscrits dans les épreuves masculines et féminines peuvent participer à l'épreuve mixte.

## Médaillés
| Épreuve       | Or                                        | Argent                                     | Bronze                                        |
| ------------- | ----------------------------------------- | ------------------------------------------ | --------------------------------------------- |
| Double hommes | Espagne- Daniel Santigosa - David Gala    | Espagne- Alonso Rodríguez - Pablo García   | Portugal- Afonso Fazendeiro - Miguel Oliveira |
| Double dames  | Italie- Carolina Orsi - Giorgia Marchetti | Espagne- Marta Barrera - Marta Caparros    | Italie- Chiara Pappacena - Giulia Sussarello  |
| Double mixte  | Espagne- Noa Canovas - Daniel Santigosa   | Italie- Marco Cassetta - Giulia Sussarello | Espagne- Araceli María Martínez - David Gala  |

## Tableau des médailles
| Rang  | Nation   | Or | Argent | Bronze | Total |
| ----- | -------- | -- | ------ | ------ | ----- |
| 1     | Espagne  | 2  | 2      | 1      | 5     |
| 2     | Italie   | 1  | 1      | 1      | 3     |
| 3     | Portugal | 0  | 0      | 1      | 1     |
| Total | Total    | 3  | 3      | 3      | 9     |